# 金子博信
金子 博信（かねこ ひろのぶ、1898年6月5日 - 1988年8月17日）は、日本の洋画家。
福岡県久留米市出身。1924年に東京美術学校西洋画科を卒業した。安井曾太郎に師事した。卒業後は地元に戻っていたが、同窓の佐伯祐三がフランスで成功すると東京に移住した。
1928年の第17回二科展に初めて出品し、その後も出品を続けた。
1936年に一水会創立後は同会に所属し、1941年に一水会賞を受賞した。後に一水会の会員や常任委員にもなった。
1936年ベルリンオリンピックの芸術競技の絵画種目に「柔道」という題名の作品を出品している。